# Szizál
A szizál vagy szizálagávé (latin nevén Agave sisalana) a spárgafélék családjába tartozó, mexikói származású egyszikű növényfaj, melyet levélrostjáért termesztenek a mérsékelten nedves trópusi éghajlaton. Habár a szizál rostját szizálkendernek is nevezik, maga a növényfaj nem áll rokonságban a kétszikűek közé tartozó kenderfajokkal.

## Megjelenése
Évelő. A magyarországi kertekben is ültetett foszlóslevelű pálmaliliom termetéhez hasonló növényfaj. Félméteres, torzsaszerűen vaskos, föld feletti szára van, amin levélrózsa fejlődik nagy, merev, kékeszöld színű, kardszerű pozsgás levelekkel. A 120–200 cm hosszú és 10–15 cm széles levelek fogas szélűek, csúcsuk pedig szúrós, sötétbarna tövisben végződik. A szizálagávé azon agávéfajok közé tartozik, amelyek életük végén egyszer virágoznak. A növény 5–6 méter magasságot is elérő fürtvirágzatában nagy, liliomszerű, zöldesfehér-sárgászöld színű, kellemetlen szagú virágok fejlődnek. A virágok olyan értelemben meddők, hogy a virágzatokból fejlődő sokmagvú toktermések is és a bennük levő magok is általában fejletlenek. A növény a virágok között nagy számban fejlődő sarjhagymákkal szaporodik.

## Elterjedése
A növény Mexikóból származik. Termesztésének köszönhetően a Bahama-szigeteken, a Nyugat-indiai szigetvilágban, Brazíliában, Nyugat-Afrikában is jelen van, az 1880-as évek óta pedig Kelet-Afrikában is jelentős állomány található.

## Felhasználása
Rostnövény: a rostok miatt a növény leveleit rendszeresen levágják 7–10 éves koráig. A levélerek mentén találhatók a kemény, erős, tartós, nyújtható rostok, amikből például zsineget (cukorspárga), különféle köteleket, kötélárukat, lábtörlőt, szőnyeget, pokrócot, kalapot, kefét készítenek. A szizálfonalból készült kötelek jóval rugalmasabbak a kenderköteleknél. A hajókötelek alapanyaga manapság a szizál helyett már inkább műszál.
A jobb minőségű dartstáblák is szizálból készülnek.